# Platypterocarpus
Platypterocarpus é um género botânico pertencente à família Celastraceae.
Contém uma única espécie, Platypterocarpus tanganyikensis (Dunkley & Brenan). É endémica da Tanzânia.
1. ↑  «Platypterocarpus — World Flora Online». www.worldfloraonline.org. Consultado em 19 de agosto de 2020